# Luxemburg op de Olympische Zomerspelen 2008
Luxemburg nam deel aan de Olympische Zomerspelen 2008 in Peking, China.
Luxemburg debuteerde op de Zomerspelen in 1900 en deed in 2008 voor de 22ste keer mee. Luxemburg won bij de eerdere deelnames op de Zomerspelen twee medailles, een zilveren bij het gewichtheffen (1920 door Joseph Alzin bij de zwaargewichten) en een gouden in de atletiek (1952 door Josy Barthel op de 1.500 meter).

## Deelnemers en resultaten
De deelnemer bij het judo nam deel op uitnodiging van de Olympische tripartitecommissie.

### Gymnastiek
| Olympiër      | Discipline               | Resultaat | Prestatie                             |
| ------------- | ------------------------ | --------- | ------------------------------------- |
| Sascha Palgen | individuele meerkamp (m) | 36e       | kwalificatie: 37ste met 86,075 punten |

### Judo
| Olympiër     | Discipline | Resultaat | Prestatie |
| ------------ | ---------- | --------- | --- |
| Marie Muller | -52kg (v)  | 36e       | 1ste ronde: V van ALG Haddad: waza-ari herkansingen: W van SEN Diedhiou: ippon herkansingen 2: V van KOR Kim: yuko |

### Tafeltennis
| Olympiër    | Discipline    | Resultaat | Prestatie |
| ----------- | ------------- | --------- | --- |
| Xia Lian Ni | enkelspel (v) | 17e       | voorronde: vrij 1ste ronde: vrij 2de ronde: W van TPE Huang: 4-1 (11-6, 5-11, 11-4, 13-11, 11-7) 3de ronde: V van NED Jiao: 1-4 (11-6, 8-11, 9-11, 8-11, 8-11) |

### Triatlon
| Olympiër            | Discipline | Resultaat | Prestatie  |
| ------------------- | ---------- | --------- | ---------- |
| Dirk Bockel         | mannen     | 25e       | 1:51.31,01 |
|                     |            |           |            |
| Elisabeth Holst May | vrouwen    | 41e       | 2:07.55,58 |

### Wielersport
| Olympiër      | Discipline       | Resultaat | Prestatie  |
| ------------- | ---------------- | --------- | ---------- |
| Kim Kirchen   | tijdrit (m)      | 23e       | 1:06.29,63 |
| Kim Kirchen   | wegwedstrijd (m) | 46e       | 6:26.40    |
| Andy Schleck  | wegwedstrijd (m) | 5e        | 6:24.49    |
| Fränk Schleck | wegwedstrijd (m) | 43e       | 6:26.27    |

### Zeilen
| Olympiër    | Discipline | Resultaat | Prestatie                                |
| ----------- | ---------- | --------- | ---------------------------------------- |
| Marc Schmit | laser (m)  | 41e       | 267 punten: (30-39-25-35-30-35-41-40-33) |

### Zwemmen
| Olympiër            | Discipline          | Resultaat | Prestatie                |
| ------------------- | ------------------- | --------- | ------------------------ |
| Raphael Stacchiotti | 200m vrije slag (m) | 49e       | serie 4: 8ste in 1.52,01 |
| Alwin de Prins      | 100m schoolslag (m) | 51e       | serie 3: 5de in 1.03,64  |
| Laurent Carnol      | 200m schoolslag (m) | 40e       | serie 2: 3de in 2.15,87  |
|                     |                     |           |                          |
| Christine Mailliet  | 200m vrije slag (v) | 39e       | serie 2: 6de in 2.02,91  |

Afghanistan · Albanië · Algerije · Amerikaanse Maagdeneilanden · Amerikaans-Samoa · Andorra · Angola · Antigua en Barbuda · Argentinië · Armenië · Aruba · Australië · Azerbeidzjan · Bahama's · Bahrein · Bangladesh · Barbados · België · Belize · Benin · Bermuda · Bhutan · Bolivia · Bosnië en Herzegovina · Botswana · Brazilië · Britse Maagdeneilanden · Bulgarije · Burkina Faso · Burundi · Cambodja · Canada · Centraal-Afrikaanse Republiek · Chili · China · Chinees Taipei · Colombia · Comoren · Congo-Brazzaville · Congo-Kinshasa · Cookeilanden · Costa Rica · Cuba · Cyprus · Denemarken · Djibouti · Dominica · Dominicaanse Republiek · Duitsland · Ecuador · Egypte · El Salvador · Equatoriaal-Guinea · Eritrea · Estland · Ethiopië · Fiji · Filipijnen · Finland · Frankrijk · Gabon · Gambia · Georgië · Ghana · Grenada · Griekenland · Groot-Brittannië · Guam · Guatemala · Guinee · Guinee‑Bissau · Guyana · Haïti · Honduras · Hongarije · Hongkong · Ierland · IJsland · India · Indonesië · Irak · Iran · Israël · Italië · Ivoorkust · Jamaica · Japan · Jemen · Jordanië · Kaaimaneilanden · Kaapverdië · Kameroen · Kazachstan · Kenia · Kirgizië · Kiribati · Koeweit · Kroatië · Laos · Lesotho · Letland · Libanon · Liberia · Libië · Liechtenstein · Litouwen · Luxemburg · Macedonië · Madagaskar · Malawi · Malediven · Maleisië · Mali · Malta · Marshalleilanden · Marokko · Mauritanië · Mauritius · Mexico · Micronesië · Moldavië · Monaco · Mongolië · Montenegro · Mozambique · Myanmar · Namibië · Nauru · Nederland · Nederlandse Antillen · Nepal · Nicaragua · Nieuw-Zeeland · Niger · Nigeria · Noord-Korea · Noorwegen · Oeganda · Oekraïne · Oezbekistan · Oman · Oostenrijk · Oost‑Timor · Pakistan · Palau · Palestina · Panama · Papoea-Nieuw-Guinea · Paraguay · Peru · Polen · Portugal · Puerto Rico · Qatar · Roemenië · Rusland · Rwanda · Saint Kitts en Nevis · Saint Lucia · Saint Vincent en Grenadines · Salomonseilanden · Samoa · San Marino · Sao Tomé en Principe · Saoedi-Arabië · Senegal · Servië · Seychellen · Sierra Leone · Singapore · Slovenië · Slowakije · Soedan · Somalië · Spanje · Sri Lanka · Suriname · Swaziland · Syrië · Tadzjikistan · Tanzania · Thailand · Togo · Tonga · Trinidad en Tobago · Tsjaad · Tsjechië · Tunesië · Turkije · Turkmenistan · Tuvalu · Uruguay · Vanuatu · Venezuela · Verenigde Arabische Emiraten · Verenigde Staten · Vietnam · Wit-Rusland · Zambia · Zimbabwe · Zuid-Afrika · Zuid-Korea · Zweden · Zwitserland
Uitgesloten van deelname: Brunei